# Pierre Michel d’Ixnard

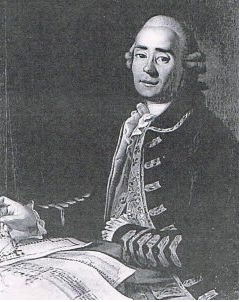
Pierre Michel d’Ixnard

Pierre Michel d’Ixnard (* 22. November 1723 in Nîmes; † 21. August 1795 in Straßburg) war ein französischer Baumeister und gilt als der Wegbereiter des Frühklassizismus in Süddeutschland.

## Leben und Werk

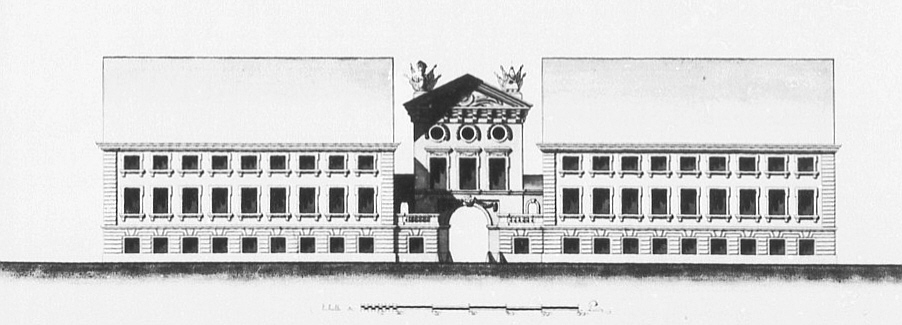
Ixnards Plan des Gammertinger Schlosses

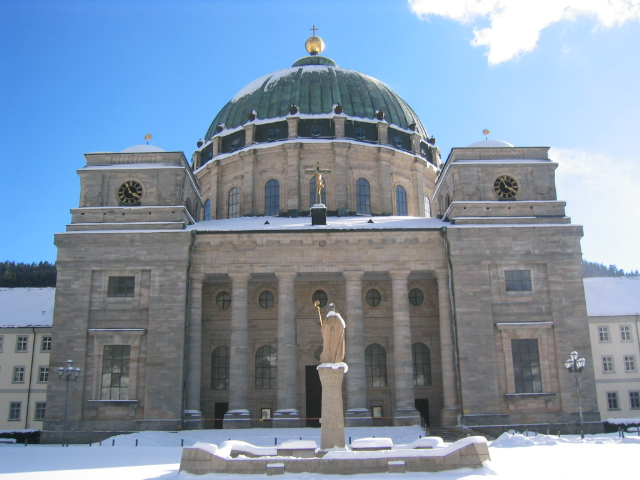
Dom zu St. Blasien von Ixnard

Pierre Michel d’Ixnard arbeitete zunächst als Schreiner, aber auch als Maurer, Steinmetz, Schlosser und Spiegelmacher und wurde vom Pariser Architekten Jacques-François Blondel ausgebildet. Seinem Lehrer Jean Nicolas Servandoni folgte er 1763 nach Stuttgart.
Im gleichen Jahr beauftragte ihn Fürst Josef Friedrich Wilhelm von Hohenzollern-Hechingen mit dem Umbau seiner Residenz in Hechingen. Es war der erste eigenständige Auftrag für d’Ixnard, und er führte ihn offensichtlich zur vollen Zufriedenheit des Fürsten aus. 1764 wurde er nämlich zum Baudirektor des Fürstentums Hohenzollern-Hechingen ernannt und schuf mit der Stiftskirche ein bedeutendes Bauwerk des Frühklassizismus.
Diese Arbeit verschaffte ihm einen Ruf als Schlossbaumeister ins oberschwäbische Königseggwald, wo er 1765 für den Grafen das Schloss Königseggwald errichtete und die Außenfassade von Schloss Aulendorf neu gestaltete. Für den Kurfürsten von Trier plante er das Kurfürstliche Schloss in Koblenz (1777–1780), wurde aber vom Kurfürsten entlassen, nachdem ein Gutachten der Pariser Architektenakademie die Kritik an seinen Entwürfen bestätigt hatte. Daneben leitete er auch den Umbau der Residenz Ellingen (1772–1775) und fertigte die Pläne, nach denen das Stadtschloss der Herren von Speth in Gammertingen erbaut wurde.
Neben den fürstlichen Residenzen machte sich d’Ixnard auch als Kirchen- und Klosterarchitekt einen Namen. Von 1767 bis 1776 war er hauptsächlich für das Damenstift Buchau tätig, wo er die Stiftsgebäude und die Stiftskirche St. Cornelius und Cyprianus umgestaltete.
Zu seinen größten und berühmtesten Werken gehört die 1768 errichtete Klosterkirche von St. Blasien. 1780–83 baute d’Ixnard die Stadt- und Stiftskirche St. Jakob in Hechingen. Umstritten ist bis heute seine Umgestaltung des Chorraums im Konstanzer Münster. Sein Schüler Johann Joachim Scholl leitete 1773–1784 die klassizistische Umgestaltung des Salemer Münsters, für den das Kloster Salem zunächst d’Ixnard zu gewinnen versucht hatte.